# Музеи Кемеровской области
На 2020 год в Кемеровской области работало 43 музея.

## г. Кемерово
- Кемеровский областной краеведческий музей
- Кузбасский музей-заповедник «Томская писаница»
- Музей-заповедник «Красная Горка»
- Кемеровский областной музей изобразительных искусств
- Музей «Археология, этнография и экология Сибири» Кемеровского государственного университета
- Музей истории Православия на земле Кузнецкой
- Краеведческий музей-комплекс им. заслуженного учителя РФ П. М. Петренко (Школа № 11)

## г. Новокузнецк
- Новокузнецкий краеведческий музей
- Новокузнецкий художественный музей
- Историко-архитектурный музей «Кузнецкая крепость»
- Литературно-мемориальный музей Ф. М. Достоевского
- Научно-технический музей имени И. П. Бардина
- Народный городской музей образования им. В. К. Демидова, института повышения квалификации
- Музей истории Новокузнецкой городской клинической больницы № 1
- Музей объединённой компании «Сибшахтострой»
- Международный музей джаза, джаз-клуб «Геликон»

## г. Юрга
- Музей детского изобразительного искусства народов Сибири и Дальнего Востока
- Муниципальное бюджетное учреждение культуры «Краеведческий музей г. Юрги»

## г. Промышленная
- Промышленновский историко-краеведческий музей

## г. Тисуль
- Тисульский исторический музей

## с. Красное
- Музей истории крестьянского быта с. Красного

Музей истории крестьянского быта села Красного основан в 1989 году, открыт в 1993 году. Музей задуман как краеведческий, но по мере сбора материала, документов, в процессе встреч со старожилами села родилась идея создания музея истории крестьянского быта. Находится в доме бывшего конезаводчика С. Н. Пьянкова. Количество музейных предметов и документов — 2500 единиц.

## г. Анжеро-Судженск
- Анжеро-Судженский городской краеведческий музей

## г. Ленинск-Кузнецкий
- Ленинск-Кузнецкий городской краеведческий музей был основан в 1934 году.
- Музей Шахтерской славы Кольчугинского рудника[2]

## г. Прокопьевск
- Городской краеведческий музей

## г. Киселевск
- Городской краеведческий музей г. Киселевска

## г. Мариинск
- Музей-заповедник «Мариинск исторический».

## д. Кузедеево
- Кудеевский музей искусств и краеведения

## г. Гурьевск
- Гурьевский городской краеведческий музей

## г. Тайга
- Исторический музей г. Тайги, Кемеровская область

## Экомузеи Кемеровской области
- Помимо музеев в традиционном понимании в Кемеровской области располагаются Экомузеи, в число которых входят экомузей «Тазгол» (пос. Усть-Анзас Таштагольского района Кемеровской области), экомузей «Чолкой» (пос. Беково Беловского района Кемеровской области), экомузей «Калмаки» (пос. Юрты Константиновы Юргинского района Кемеровской области), экомузей «Ишим» (пос. Ишим Яйского района Кемеровской области), экомузей «Брюханово» (село Красное Ленинск-Кузнецкого района Кемеровской области) и экомузей «Тюльберский городок» (пос. Городок Кемеровского района Кемеровской области). Создателем такого рода музеев выступил Валерий Макарович Кимеев.